# しょうわ
『しょうわ』は、桃井はるこの4枚目のオリジナルアルバム。「懐古主義の肯定」を打ち出して製作された。

## 概要
2011年8月24日にドワンゴ・ミュージックエンタテインメントのアキハバラブレコードから発売された。
昭和というと高度成長時代が連想されることが多いが、桃井自身の体験した昭和である1980年代の日本を題材にしている。
視聴者参加型の『独占！モコモコ60分』から生まれた「夜明けのサンバ」・「ライブのあとはさみしいな」、「がんばれ・・・それは、I Love You」はいずれもシングルで発売され、同作品のライブ「『しょうわ』歌謡ショー」を収録した映像は世界で初めてiVDR媒体のオリジナル作品として販売された。

## 収録曲
全作詞・作曲：桃井はるこ、編曲：Haraddy (M1,5,6,7)、manzo (M2,3)、古川竜也 (M4)、久米由基 (M8)、福井弘武 (M9)
1. 夜明けのサンバ
2. しょうわ
3. 夏より熱い冬
4. ですぱれーしょん☆です！
5. Night Park☆
6. ヒ・ミ・ツ
7. 祭だ！BOY MEETS GIRL
8. スカート丈の長いメイドさんには絶対にかなわない
9. ライブのあとはさみしいな
10. がんばれ…それは、I Love You